# Fibrinogênio
O fibrinogênio é uma glicoproteína hexamérica codificada por três genes - FGA, FGB e FGG - localizados no braço longo do cromossomo 1 e que está envolvida nas etapas finais da coagulação como precursor de monômeros de fibrina necessários para a formação do plug plaquetário. Possui alta massa molecular e é solúvel no plasma sanguíneo, convertendo-se em fibrina pela ação da trombina, que é a enzima ativa.
O fibrinogénio origina-se no fígado.
A deficiência de fibrinogénio pode produzir alterações de vários tipos como:
- Hemorragias de carácter leve a grave.
- Formação de coágulos sanguíneos.
Valores de referência
```
(1,5 a 3,7 g/l)
```

Níveis baixos de fibrinogénio podem indicar afibrinogenemia congénita, hipofibrinogenemia, fibrinólise, doença hepática grave, cancro metastático ou lesões da medula óssea, além de envenenamento por cobras do gênero Bothrops. Trauma ou complicações obstétricas podem também causar níveis baixos.
Os níveis altos de fibrinogénio estão relacionados com tromboses, independente se arterial ou venosa.
[O veneno de serpentes dos gênero botrópico pode ativar fatores da coagulação sanguínea, levando ao consumo de fibrinogênio e, consequentemente, à formação da fibrina. Assim, pode-se induzir a incoagulabilidade sanguínea. Além disso, o veneno botrópico pode ainda causar atividade inflamatória aguda e hemorragia, por inibir agregação plaquetária. O veneno crotálico possui ação miotóxica e neurotóxica .
O fibrinogênio é uma proteína presente no plasma e que atua no final da cascata de coagulação. Ele é constituído por três pares de cadeias polipeptídicas (A±, B² e ³) ligadas por pontes dissulfeto. As massas moleculares das cadeias do fibrinogênio humano A±, B² e ³ são 64, 55 e 47 kDa, respectivamente. A trombina converte o fibrinogênio em monômeros de fibrina, liberando fibrinopeptídeos A e B das cadeias A± e B², formando assim polímero de fibrina insolúvel. Esse trabalho tem como objetivo purificar e caracterizar os fibrinogênios dos plasmas de serpentes dos gêneros Bothrops e Crotalus, estudando sua composição e o possível papel antiveneno destes. (AU)]